# Лісандрос Кавтанзоглу
Лісандрос Кавтанзоглу (грец. Λύσανδρος Καυτανζόγλου, 1811, Салоніки — 5 жовтня 1885, Афіни) — грецький архітектор.

## Біографічні відомості
Лісандрос Кавтанзоглу народився в Салоніках 1811 року. Незабаром родина переїхала в Марсель, де Лісандрос розпочав освіту. Згодом вивчав архітектуру в Римі, досяг значного успіху в Італії: здобув золоту медаль за спорудження будівлі університету із застосуванням конструкції із 162 колон. 1833 року він виграв міжнародний архітектурний конкурс Міланської академії. Згодом відзначався як архітектор не тільки в Італії, але й Франція, сам став членом академій в Римі, Болоньї, Пармі, Мілані, Венеції, Лондоні, Лісабоні, Мадриді, Відні та Філадельфії.
1844 року повернувся в Грецію, коли грецький уряд запропонував йому очолити Інститут мистецтв при Технічному університеті, на цій посаді він залишався до 1862 року. За цей період Лісандрос Кавтанзоглу також взяв участь у розробці генерального плану забудови Афін.
Син Лісандроса Кавтанзоглу — Лісімах Кафтанзоглу, грецький дипломат. Коштом фонду його імені побудовано Національний стадіон Кафтанзогліо в Салоніках.

## Відомі роботи в Греції
Окрім розробки генерального плану забудови Афін та численних робіт в Європі, Лісандрос Кавтанзоглу відомий проектами будівель Арсакіону (нині вміщує Державну Раду Греції), історичного корпусу Афінського технічного університету, храму Святої Ірини в Афінах, Західної церкви, храмів Святого Костянтина, святого Діонісія, апостола Андрія в Патрах, близько двох десятків приватних садиб. Лісандрос Кавтанзоглу був автором загальногрецького меморіалу, на кшталт Пантеону, який здобув премію Французької академії, однак цей проект так і не був реалізований.